# Золотарёво (Глазовский район)
Золотарево (удм. Пӧжы) — деревня в Глазовском районе Удмуртской Республики.
Расположена в 22 км к северо-северо-востоку от Глазова. Через деревню проходит автодорога Глазов — Понино — Камский.

## Население
| 2010 | 2012 |
| ---- | ---- |
| 360  | ↗376 |

Примерная численность населения на 2021 год составляет 247 человек.

## Краеведческий музей «Истоки»
Краеведческий музей в здании Золотаревской начальной школы был открыт 11 ноября 1995 года. С 2000 года — филиал МУК «Глазовский районный историко-краеведческий комплекс». Музей площадью 411 м² имеет пять экспозиционных залов: «Жизнь и быт северных удмуртов», «Наш край в огне войны», «Природа нашего края», «Декоративно-прикладное творчество», «История школы». При музее имеется экспозиция под открытым небом «Природа и крестьянство», где представлены предметы и хозяйственные постройки, отражающие особенность жизни и быта северных удмуртов. В музее насчитывается 2744 единицы хранения, самые старинные из которых относятся к концу XIX — началу XX веков.
Музей проводит тематические выставки, организует культурно-образовательные программы детского сада и школы, для одиноких людей Золотаревского социального дома. Музей также занимается патриотическим воспитанием, организует встречи участников локальных войн.
Музей «Истоки» входит в экскурсионно-туристические маршруты, организуемые Глазовским районным историко-краеведческим музейным комплексом. За год музей посещают около 5000 человек.